# Lukov (Morávia do Sul)
Lukov é uma comuna checa localizada na região de Morávia do Sul, distrito de Znojmo.